# Ropša
Ropša (in russo Ро́пша?, in finlandese: Ropsunhovi) è un insediamento abitato della Russia.